# Mercedes Rosende
Mercedes Rosende, née le 13 janvier 1958 à Montevideo, est un romancière uruguayenne, auteur de romans policiers.

## Œuvre

### Romans
- Demasiados blues (2005)
- La muerte tendrá tus ojos (2008)
- Mujer equivocada (2011) publié en français sous le titre L'Autre Femme, Quidam éditeur (2022)  (ISBN 978-2-37491-268-4)
- El miserere de los cocodrilos (2014) publié en français sous le titre Des larmes de crocodile, Quidam éditeur (2024)  (ISBN 978-2-37491-341-4)
- Haití. Crónica de un suburbio de la capital: Arrabal amargo (2016)
- Nadie muere a bordo
- La verdadera vida (2017)
- Qué ganas de no verte nunca más (2019)
- Historias de mujeres feas (2020)
- Nunca saldrás de aquí (2023)

## Prix et distinctions

### Prix
- Prix au concours du gouvernement municipal de Montevideo pour Demasiados blues en 2005
- Premier prix du prix annuel de littérature du ministère de l'Éducation et de la Culture de l'Uruguay pour La muerte tendrá tus ojos

### Nomination
- Prix Violeta Negra 2025 pour Des larmes de crocodile[1]